# Tân Mai (Đồng Nai)
Tân Mai is een phường van Biên Hòa, de hoofdstad van de provincie Đồng Nai.